# Hesperochernes paludis
Espèce
Synonymes
- Chelanops paludis Moles, 1914

Hesperochernes paludis est une espèce de pseudoscorpions de la famille des Chernetidae.

## Distribution
Cette espèce est endémique de Californie aux États-Unis. Elle se rencontre vers Claremont.

## Description
L'holotype mesure 3 mm.

## Publication originale
- Moles, 1914 : A pseudoscorpion from Poplar trees. Journal of Entomology and Zoology, Pomona College, vol. 6, p. 81-83 (texte intégral).